# ポンテ・デッローリオ
ポンテ・デッローリオ（伊: Ponte dell'Olio）は、イタリア共和国エミリア＝ロマーニャ州ピアチェンツァ県にある、人口約4,600人の基礎自治体（コムーネ）。

## 地理

### 位置・広がり

#### 隣接コムーネ
隣接するコムーネは以下の通り。
- ベットラ
- グロッパレッロ、
- サン・ジョルジョ・ピアチェンティーノ
- ヴィゴルツォーネ.

### 気候分類・地震分類
ポンテ・デッローリオにおけるイタリアの気候分類 (it) および度日は、zona E, 2734 GGである。
また、イタリアの地震リスク階級 (it) では、zona 3 (sismicità bassa) に分類される。

## 行政

### 分離集落
ポンテ・デッローリオには、以下の分離集落（フラツィオーネ）がある。
- Folignano, Torrano, Zaffignano, Castione, Sarmata, Monte Santo, Biana, Cassano